# Bitwa pod Lackiem Wielkiem

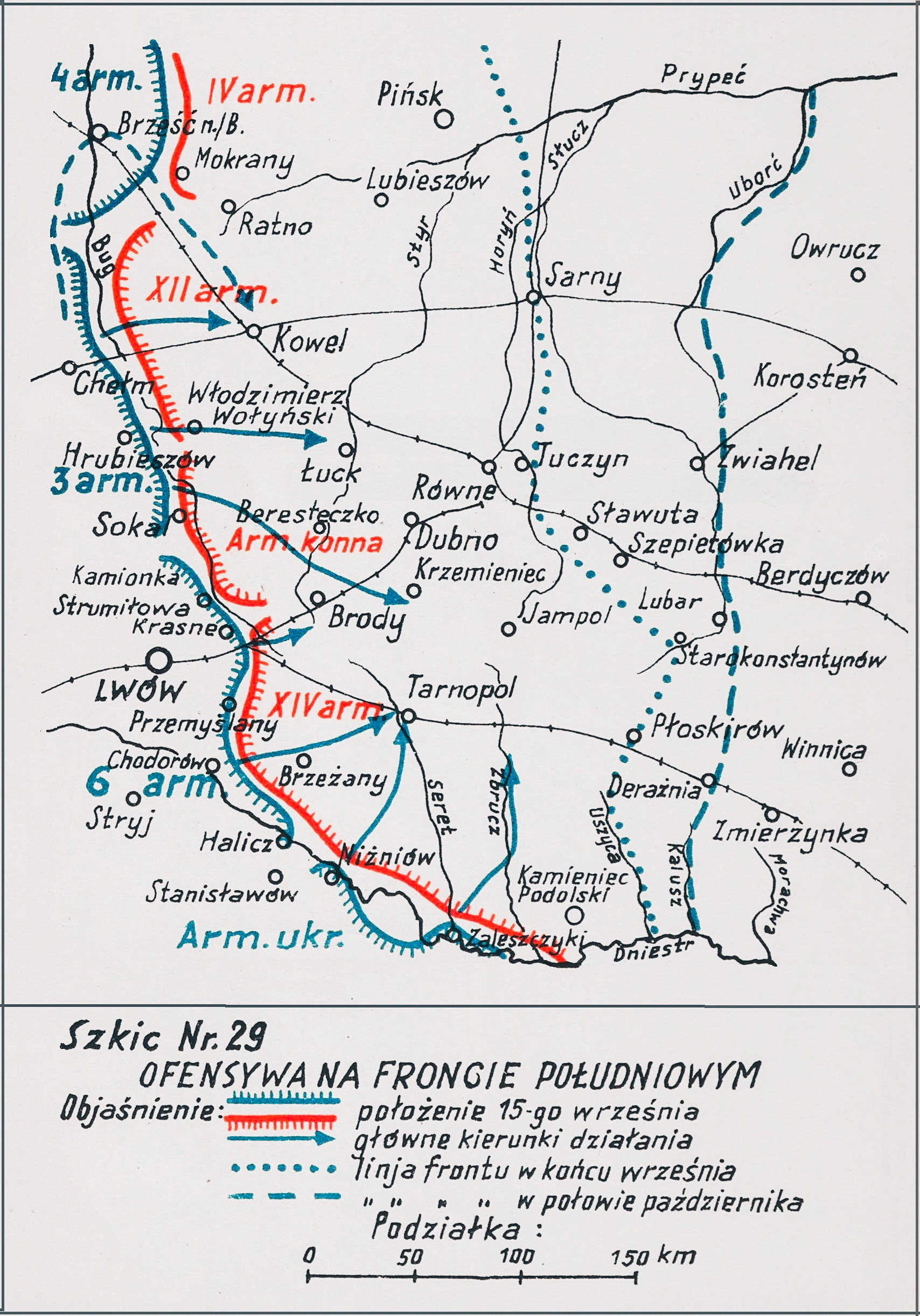
Adam Przybylski,
Wojna Polska 1918–1921

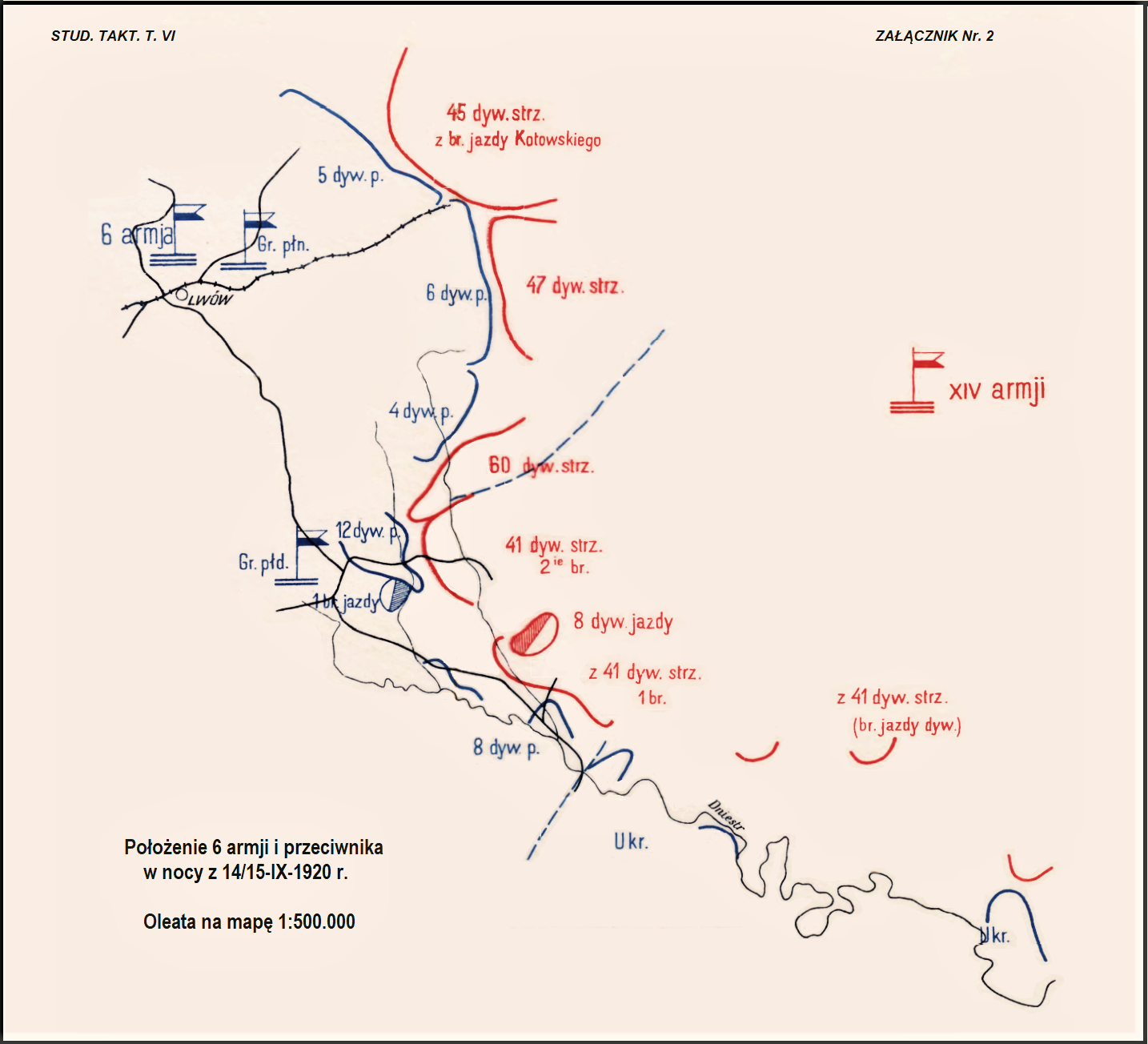
Ugrupowanie polskiej 6 Armii i sowieckiej 14 Armii tuż przed ofensywą na Podolu.

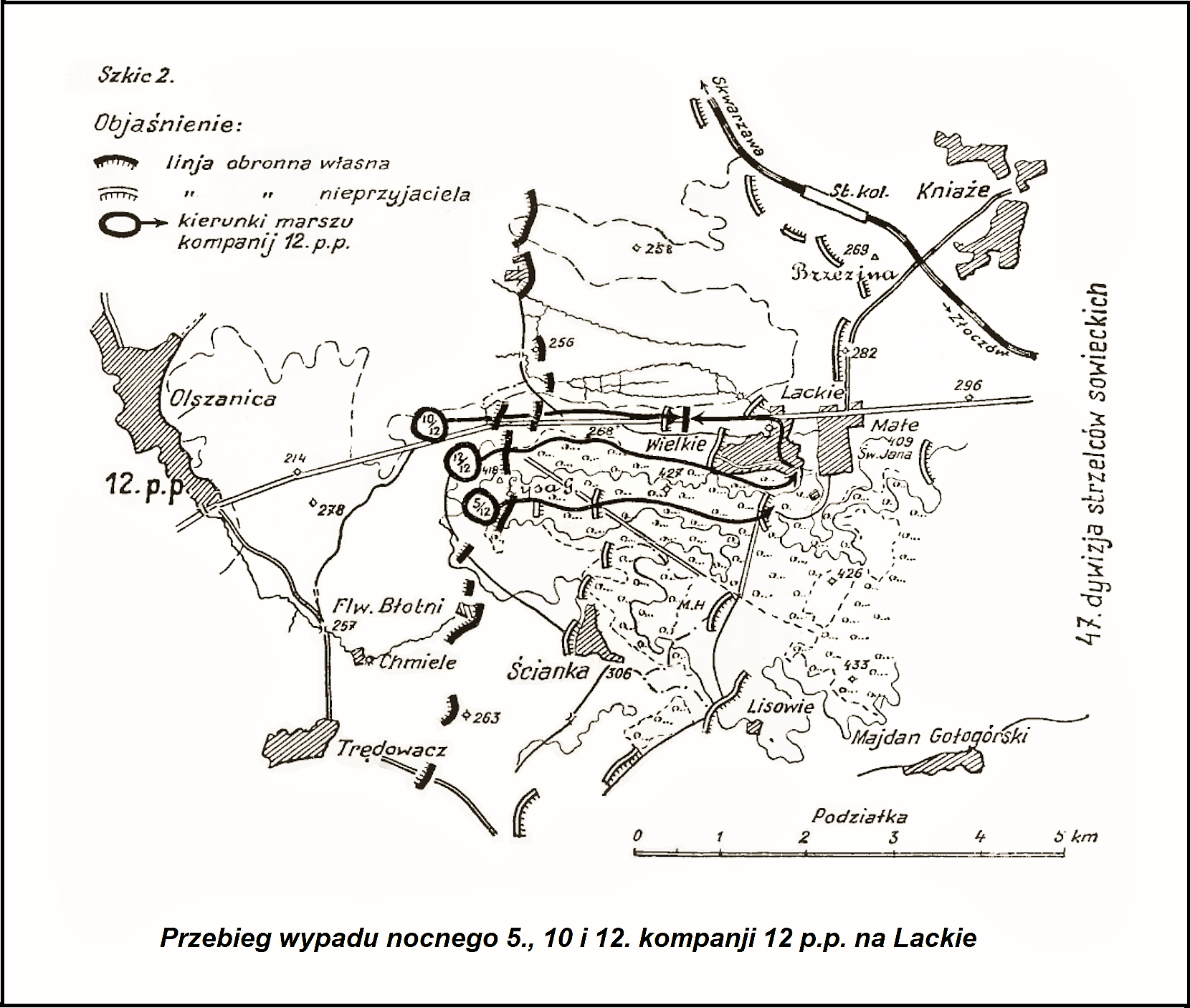
Władysław Steblik, Wypady nocne 12 pp na Pikułowice i Lackie Wielkie...

Bitwa pod Lackiem Wielkiem – część wielkiej bitwy wołyńsko-podolskiej; walki polskiego 12 pułku piechoty z sowieckim 421 pułkiem strzelców w czasie ofensywy jesiennej wojsk polskich w okresie wojny polsko-bolszewickiej.

## Geneza
2 września, pod koniec bitwy pod Zamościem, Naczelne Dowództwo Wojska Polskiego zdecydowało, iż 3. i 6 Armia, po stosownym przegrupowaniu, około 10 września podejmą większą akcję zaczepną w kierunku wschodnim celem „nie tylko odrzucenia nieprzyjaciela poza granice Małopolski, lecz także rozbicia i zdezorganizowania jego sił tak, aby później można było utrzymać front przy użyciu słabych sił własnych". 6 Armia gen. Roberta Lamezan-Salinsa miała rozbić nieprzyjaciela znajdującego się między rzekami Gniła Lipa i Zbrucz, spychając go w kierunku północno-wschodnim w rejon działań 3 Armii, przy jednoczesnym odcięciu mu dróg odwrotu na Tarnopol. 14 września ofensywę rozpoczęła polska 6 Armia.

## Walczące wojska
| Jednostka                      | Dowódca               | Podporządkowanie     |
| Wojsko Polskie                 |                       |                      |
| dowództwo 6 Dywizji Piechoty   | gen. Mieczysław Linde | 6 Armia              |
| ⇒ 12 pułk piechoty             | mjr Franciszek Alter  | 6 Dywizja Piechoty   |
| Armia Czerwona                 |                       |                      |
| dowództwo 47 Dywizji Strzelców | T.P. Krugliakow       | 14 Armia             |
| ⇒ 140 Brygada Strzelców        |                       | 47 Dywizja Strzelców |
| → 421 pułk strzelców           |                       |                      |

## Walki pod Lackiem Wielkiem
13 września 1920 na Lackie Wielkie uderzyły trzy kompanie 12 pułku piechoty. Kwaterujący tam sowiecki 421 pułk strzelców został rozproszony, a Polacy wzięli do niewoli około 80 jeńców i powrócili bez większych strat na wcześniej zajmowane pozycje. Wypad pozwolił na w miarę dokładne określenie ugrupowania bojowego nieprzyjaciela rozmieszczonego przed 6 Dywizją tuż przed planowanym ogólnym natarciem. 16 września 6 Dywizja Piechoty rozpoczęła natarcie w kierunku Złoczowa, a 12 pułk piechoty zdobył Lackie Wielkie.
O bitwie dowódca 6 Armii generał Jędrzejewski w rozkazie operacyjnym nr 6 pisze:

Dnia 13 b. m. trzy kompanje 12-go pułku piechoty na odcinku 6-ej dywizji piechoty przeprowadziły wypad na Lackie Wielkie, które po krótkiej, lecz nadzwyczaj zaciętej walce zdobyto, przyczem 421-y pułk piechoty sowieckiej zniesiono prawie zupełnie, w naszych zaś rękach została znaczna zdobycz, a mianowicie: trzy ciężkie karabiny maszynowe, 80 jeńców, 94 karabinów rosyjskich i 127 karabinów Lebella. W tejże walce odznaczył się chlubnie podporucznik Magiera, dowódca 12-ej kompanji 12-go pułku piechoty, który będąc trzykrotnie ranny pozostał na swem stanowisku, dowodząc swym oddziałem do końca, za co mu oddaję należne podziękowanie i żołnierską cześć. Wszystkim zaś oddziałom, które brały udział w tych akcjach, wyrażam moje uznanie.